# Joshua Buatsi
Joshua Buatsi (Accra, 14 marzo 1993) è un pugile britannico, di origine ghanese.

## Palmarès

### Olimpiadi
- 1 medaglia:
  - 1 bronzo (Rio de Janeiro 2016 nei pesi mediomassimi)

### Europei dilettanti
- 1 medaglia:
  - 1 bronzo (Samokov 2015 nei pesi mediomassimi)